# Katharinenkirche (Nordhastedt)

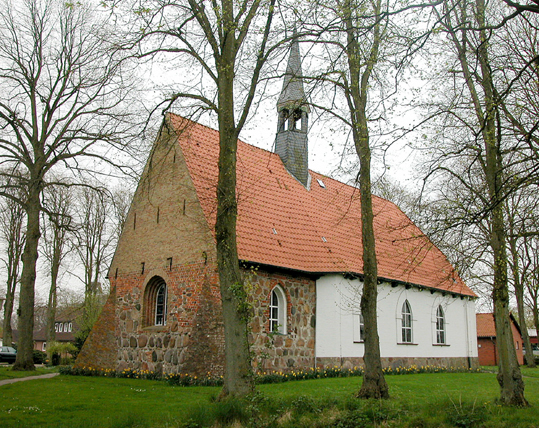
Katharinenkirche in Nordhastedt

Die evangelische Katharinenkirche ist ein geschütztes Kulturdenkmal mit der Objekt-ID 3492 im Denkmalschutzgesetz in Nordhastedt, einer Gemeinde im Kreis Dithmarschen in Schleswig-Holstein. Die Kirchengemeinde gehört zum Kirchenkreis Dithmarschen der Evangelisch-Lutherischen Kirche in Norddeutschland.

## Beschreibung
Das eigenständige Kirchspiel „Repherstedte“, das spätere Hordhastedt wurde 1345 erstmals erwähnt. Es wurde vermutlich von Weddingstedt ausgepfarrt. Die Kirche war der heiligen Katharina von Alexandrien geweiht. Von der Feldsteinkirche aus dem 14. Jahrhundert ist nur der eingezogene, gerade geschlossene Chor im Osten des Langhauses erhalten. 
Nach zwei Brände 1603 und 1741 baufällig, wurde die Kirche 1762 notdürftig repariert. Erst 1836 kam es zu einer größeren Sanierung, in deren Zusammenhang das Langhaus aus Backsteinen auf den vorhandenen Grundmauern aus Feldsteinen neu gebaut wurde. Aus dem Satteldach des Langhauses erhebt sich im Osten ein sechseckiger, mit einem spitzen Helm bedeckter Dachreiter.
Der Innenraum des Langhauses ist mit einer Holzbalkendecke überspannt. Zur Kirchenausstattung gehören ein aus Backsteinen gemauerter Altar, ferner ein Taufbecken und eine Kanzel aus Eichenholz von 1648, die Jürgen Heitmann dem Jüngeren zugeschrieben werden.